# Válka o kosti

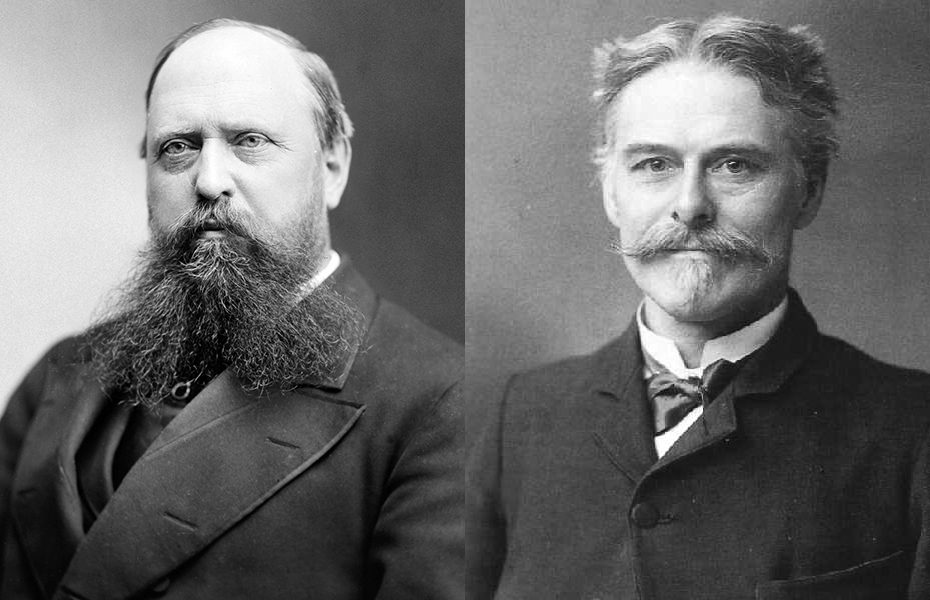
Rivalové „Války o kosti“ Othniel Charles Marsh a Edward Drinker Cope

Válka o kosti (či „Války o kosti“; v orig. „The Bone Wars“) je neformální označení profesního soupeření mezi dvěma velkými americkými paleontology druhé poloviny 19. století, E. D. Copea (1840–1897) a O. C. Marshe (1831–1899), jejichž rivalita výrazně napomohla k rozšíření obzorů veřejnosti o pravěkých organismech, zejména pak neptačích dinosaurech.

## Průběh
Konflikt se odehrával zhruba v letech 1870 až 1895 v rovině profesní (vysílání znepřátelených paleontologických týmů do terénu, snaha popsat více zajímavých druhů), ale také veřejné a osobní. Vzájemná nevraživost mezi oběma kapacitami své doby se stala legendární a v posledním desetiletí 19. století bavila také laické čtenáře amerických novin. Dnes jsou oba velcí vědci v povědomí veřejnosti právě zejména jako soupeři, které jejich „válčení o kosti“ (myšleno fosilie pravěkých zvířat) přivedlo až na pokraj finančních i fyzických možností.
Výsledkem tohoto vyčerpávajícího soupeření bylo mimo jiné popsání nových 142 druhů dinosaurů a četných dalších pravěkých tvorů ze severoamerického kontinentu (mj. i tak populární rody jako Allosaurus, Apatosaurus, Diplodocus, Stegosaurus, Triceratops, Camarasaurus, Ceratosaurus ad.). Bylo také objeveno množství populárních a bohatých paleontologických lokalit, jako je Como Bluff (a později Bone Cabin Quarry) ve Wyomingu i jinde.

## V populární kultuře
Rivalita mezi Copem a Marshem se stala námětem mnoha filmů, knih a komiksů. Mezi nejznámější patří posmrtně vydaný román spisovatele Michaela Crichtona Dračí zuby, který vyšel poprvé v roce 2017.